# Uas7
A escala UAS7 é um aplicativo do tipo tabela que foi criado para avaliar os sintomas-chave da Urticária Crônica.

## Descrição
O nome é uma sigla que significa: Urticaria Activity Score (Escore de Atividade da Urticária, em tradução livre para o português), que é medido ao longo de uma semana, isto é, sete dias.[carece de fontes?]
Essa escala tem como objetivo acompanhar uma avaliação da gravidade dos sintomas dos pacientes durante os últimos 7 dias. O sistema de pontuação é simples, validado e proposto nos guidelines de tratamento. O UAS7 além de avaliar a gravidade, também avalia o controle dos sintomas da Urticária Crônica.
O objetivo da tabela criada pelo aplicativo é gerar uma documentação que pode ser compartilhada com o profissional médico especialista que acompanha a pessoa que tem os sintomas de urticária crônica. A avaliação da intensidade da urticária dia a dia é útil tanto para o paciente quanto para o médico. O UAS7 avalia o número de empolações (lesões) e a intensidade da coceira ao longo do período registrado pelo paciente - dois sintomas principais da urticária.[carece de fontes?]
O UAS7 deve ser preenchido pelo paciente, uma vez por dia, de preferência no mesmo horário. Recomenda-se que seja preenchido na semana anterior à consulta. No sétimo dia, os pontos serão somados e levados ao médico para avaliação. O médico analisará a pontuação final e assim terá um parâmetro para avaliar a melhora da doença do paciente em questão. De forma muito geral, números iguais ou menores do que 6 no UAS7 indicam que a urticária está sob controle. Mas essa informação precisa ser confirmada com o médico especialista de confiança do paciente.